# Апостольська префектура
Апо́стольська префекту́ра — територіальна одиниця в Римо-католицької церкви, прирівняна до дієцезії. Апостольська префектура встановлюється на місіонерських територіях, де поки не може бути сформована повноцінна дієцезія і є тимчасовою структурою. Як правило, розвиток територіальної одиниці на території місіонерської йде за схемою:
Місія sui iuris — Апостольська префектура — Апостольський вікаріат — дієцезія.
Після створення повноцінної дієцезії територія втрачає статус місіонерської.
Апостольським префектом, як правило, призначається священник, зрідка титулярний єпископ. При підвищенні статусу апостольської префектури до апостольського вікаріату на чолі в обов'язковому порядку стає єпископ.
За даними на травень 2011 року в Католицькій церкві існує 38 апостольських префектур, всі латинського обряду. 29 з них знаходяться в Китаї.